# LogMeIn Hamachi
LogMeIn Hamachi este o aplicație shareware folosită la crearea de rețele virtuale private (VPN) capabilă să stabilească legături directe între calculatoare care sunt după un firewall NAT fără a necesita reconfigurare (în majoritatea cazurilor); în alte cuvinte, el stabilește o conexiune prin internet care simulează o rețea LAN.  Programul este disponibil pentru Microsoft Windows și, beta, pentru Mac OS X și Linux.